# 清原惟岳
清原 惟岳（きよはら の これおか）は、平安時代初期から前期にかけての皇族・貴族。もと惟岳王を名乗るが、清原真人姓を与えられて臣籍降下。加賀守・清原長田の子。官位は従五位上・豊前守。

## 経歴
正六位上・内舎人に叙任された後、承和13年（846年）兄弟の基雄王・常名王らと共に清原真人を与えられて臣籍降下する。
清和朝に入り、民部大丞を経て、貞観2年（860年）従五位下に叙爵し、翌貞観3年（861年）勘解由次官に任ぜられる。その後、貞観4年（862年）加賀介、貞観12年（870年）遠江守と地方官を歴任する。貞観18年（876年）の清和天皇の譲位にあたっては、固関のために美濃国へ派遣されている。
陽成朝の元慶元年（877年）従五位上に任ぜられると、元慶2年（878年）豊前守と引き続き地方官を務めた。

## 官歴
『六国史』による。
- 時期不詳 - 正六位上。内舎人
- 承和13年（846年）7月2日 - 臣籍降下（清原真人）
- 時期不詳 - 民部大丞
- 貞観2年（860年）11月16日 - 従五位下
- 貞観3年（861年）2月16日 - 勘解由次官
- 貞観4年（862年）正月13日 - 加賀介
- 貞観12年（870年）正月25日 - 遠江守
- 元慶元年（877年）11月21日 - 従五位上
- 元慶2年（878年）正月11日 - 豊前守